# 姜斯宪
姜斯宪（1954年9月—），男，江苏江都人，中华人民共和国政治人物。上海交通大学机械工程系液压传动及控制专业毕业，工学硕士。曾任上海市人民政府副市长，海南省人民政府副省长，中共三亚市委书记，上海市人大常委会副主任、上海交通大学党委书记。

## 生平
姜斯宪1972年参加工作，曾在辽宁省大连电机厂当工人。1976年3月加入中国共产党。1978年，考入上海交通大学机械工程系液压传动及控制专业学习；1982年本科毕业后，继续攻读硕士学位。1985年1月，获得工学硕士学位的姜斯宪当选上海交通大学共青团委书记，成为党工干部；此后，历任校党委宣传部副部长、部长，校党委副书记；1993年，晋升副教授；1994年，出任上海交通大学副校长、党委副书记。
1994年11月，40岁的姜斯宪进入中共上海市委工作，任市委组织部副部长；1995年12月至1998年8月，担任上海市徐汇区副区长、代区长，区长。自1998年8月，先后担任中共上海市委副秘书长、上海市人民政府副秘书长，市政府办公厅主任，市政府秘书长，是时任市长徐匡迪的助手；2002年8月，升任上海市副市长；2003年2月，兼任浦东新区区委書記、区長；2004年4月，出任中共上海市委常委、组织部部长，兼市国资委党委书记。
2006年10月，因两下属涉上海社保案，外调海南省工作，2006年11月任海南省人民政府副省长；2007年6月起，兼任省委教育工委书记；2011年12月，兼任中共三亚市委书记；2012年4月，在中共海南省委六届一次全会上，当选省委常委；同时，兼任海南省副省长（至2012年7月）、三亚市委书记。
2013年12月，姜斯宪被补选为上海市第十四届人民代表大会代表，引起媒体有关姜回上海任职的猜测；12月27日，姜斯宪被免去在海南省的职务。
2014年1月14日，姜斯宪被中共中央组织部任命为上海交通大学党委书记，接替即将退休的马德秀。
2014年1月23日，当选为上海市人大常委会副主任。
2020年3月17日，因年龄原因，不再担任上海交通大学党委书记职务。